# Geagras redimitus
La culebra minera de Tehuantepec (Geagras redimitus) es una especie de reptil perteneciente a la familia Colubridae.

## Descripción
Es una serpiente minúscula, color café con una cabeza pequeña y cónica; la escama rostral cuneiforme; ausencia de escama loreal; una diminuta escama preocular completa; dorsales en 15 hileras; el patrón de coloración dorsal con líneas oscuras difusas. Longitud total de hasta 23,5 cm. El color dorsal de fondo es café. Una raya oscura facial está presente en los lados de la cabeza. El vientre es color crema inmaculado. Posee 5 supralabiales, 6 infralabiales, ausencia de escama loreal, 1 preocular, 1 postocular, 1+1 temporales, 113-124 ventrales y 26-33 subcaudales divididas.

## Distribución
Oeste de México. G. redimitus ocurre en la vertiente del Pacífico en aparentes poblaciones disyuntas del sur de Sinaloa al Istmo de Tehuantepec. La distribución vertical varía de cerca del nivel del mar a unos 1,000 m s. n. m.

## Hábitat
Esta serpiente semifosorial y terrestre habita en selva baja caducifolia, se encontró un espécimen en un tronco caído seco; este ejemplar contenía muchas larvas de escarabajo parcialmente digeridas en el tracto digestivo. G. redimitus presumiblemente pone huevos.

## Estado de conservación
Se encuentra catalogada dentro de la lista roja de la IUCN como datos insuficientes (DD), mientras que en la NOM-059-SEMARNAT se encuentra catalogada como una especie endémica con protección especial (PR).